# 上巴拉那省
上巴拉那省（Alto Paraná）是巴拉圭的一個省，位於該國東部，隔巴拉那河與巴西和阿根廷相望。面積14,895 平方公里，2002年人口563,042人。首府東方市，下分19縣。